# The Criminal Hypnotist
The Criminal Hypnotist er en amerikansk stumfilm fra 1909 af D. W. Griffith.

## Medvirkende
- Owen Moore
- Marion Leonard
- Arthur V. Johnson
- David Miles
- Charles Inslee